# The Amazing Spider-Man 2
The Amazing Spider-Man 2 er en amerikansk superheltefilm fra 2014 instrueret af Marc Webb.

## Medvirkende
- Andrew Garfield som Peter Parker / Spider-Man
- Emma Stone som Gwen Stacy
- Jamie Foxx som Max Dillon / Electro
- Dane DeHaan som Harry Osborn / Green Goblin
- Sally Field som Tante May
- Campbell Scott som Richard Parker
- Embeth Davidtz som Mary Parker
- Colm Feore som Donald Menken
- Paul Giamatti som Aleksej Sytsevitj / Rhino
- Denis Leary som Kommissær Stacy
- Felicity Jones som Felicia Hardy
- Marton Csokas som Dr. Kafka
- Chris Cooper som Norman Osborn